# Kamil Bortniczuk
Kamil Bortniczuk (ur. 11 czerwca 1983 w Głuchołazach) – polski polityk, urzędnik i samorządowiec. Poseł na Sejm VIII, IX i X kadencji (od 2018), w latach 2019–2020 sekretarz stanu w Ministerstwie Funduszy i Polityki Regionalnej, w latach 2021–2023 minister sportu i turystyki, członek zarządu Światowej Agencji Antydopingowej (WADA).

## Życiorys
Syn Mścisława i Grażyny. Był piłkarzem klubu GKS Głuchołazy. W 2007 ukończył studia na kierunku stosunki międzynarodowe na Uniwersytecie Wrocławskim, a w 2017 prawo na Uniwersytecie Gdańskim. Kształcił się także na studiach podyplomowych z funduszy europejskich na UWr. Pracował jako dyrektor biura poselsko-senatorskiego i wicedyrektor wydziału w Opolskim Urzędzie Wojewódzkim, specjalizował się w pozyskiwaniu funduszy unijnych. Prowadził także własną działalność gospodarczą w branży konsultingowej.
W 2002 przystąpił do Prawa i Sprawiedliwości. W 2006 z listy PiS został wybrany na radnego miejskiego w Głuchołazach. Odszedł z partii w wyniku konfliktu między Sławomirem Kłosowskim a Mieczysławem Walkiewiczem, z którym wcześniej współpracował. W 2010 uzyskał reelekcję z ramienia własnego komitetu. W tym samym roku bezskutecznie starał się o stanowisko burmistrza Głuchołaz, przegrywając w drugiej turze z Edwardem Szupryczyńskim. Przystąpił następnie do partii Polska Jest Najważniejsza, z której listy w wyborach parlamentarnych w 2011 kandydował do Sejmu. W 2013 wraz z innymi działaczami tego ugrupowania współtworzył partię Polska Razem. W wyborach samorządowych w 2014 ponownie ubiegał się o urząd burmistrza, wygrywając pierwszą turę i ponownie przegrywając w drugiej z Edwardem Szupryczyńskim. Nie ubiegał się o reelekcję do rady gminy, natomiast jego komitet wprowadził wówczas do rady 7 na 21 radnych. Przed wyborami w 2015 został członkiem zespołu doradców Beaty Szydło, odpowiadając za fundusze europejskie.
W 2015 bez powodzenia kandydował z 15. miejsca listy PiS do Sejmu w okręgu opolskim, otrzymując 2564 głosy i zajmując trzecie niemandatowe miejsce. Później przez kilka miesięcy sprawował funkcję dyrektora Departamentu Infrastruktury w Opolskim Urzędzie Wojewódzkim, po czym w 2016 został dyrektorem gabinetu ministra nauki i szkolnictwa wyższego Jarosława Gowina. Został także pełnomocnikiem wojewody opolskiego do spraw gospodarki i biznesu. W kwietniu 2017 zasiadł w zarządzie Grupy Azoty ZAK, odpowiadając m.in. za badania i innowacje. W listopadzie tego samego roku, po przekształceniu Polski Razem, został działaczem Porozumienia.
W maju 2018 zasiadł w radzie nadzorczej klubu siatkarskiego ZAKSA Kędzierzyn-Koźle. W listopadzie tegoż roku objął mandat posła po wybranym na burmistrza Namysłowa Bartłomieju Stawiarskim. Został rzecznikiem prasowym Porozumienia (pełnił tę funkcję do stycznia 2020). W wyborach w 2019 z powodzeniem ubiegał się o mandat posła IX kadencji, otrzymując 16 953 głosy. 20 grudnia 2019 premier Mateusz Morawiecki powołał go na stanowisko sekretarza stanu w Ministerstwie Funduszy i Polityki Regionalnej. W kwietniu 2020 złożył dymisję z tego stanowiska, która została przyjęta w tym samym miesiącu.
5 lutego 2021 Kamil Bortniczuk wraz z Adamem Bielanem w trakcie wewnątrzpartyjnego sporu zostali wykluczeni z Porozumienia. Polityk zakwestionował prawidłowość podjętej decyzji. W czerwcu 2021 został jednym z liderów Partii Republikańskiej. 26 października 2021 dołączył do drugiego rządu Mateusza Morawieckiego, obejmując w nim stanowisko ministra sportu i turystyki. W 2023 został członkiem zarządu Światowej Agencji Antydopingowej jako przedstawiciel Unii Europejskiej. W wyborach w tym samym roku utrzymał mandat poselski na kolejną kadencję, kandydując jako lider listy PiS w okręgu płockim i otrzymując 31 555 głosów. 27 listopada 2023 zakończył pełnienie funkcji ministra. 18 grudnia tego samego roku, dwa dni po przyłączeniu się Partii Republikańskiej do PiS, stanął na czele struktur Prawa i Sprawiedliwości w województwie opolskim. W 2024 z ramienia PiS wystartował w wyborach do Parlamentu Europejskiego z okręgu nr 12. W listopadzie tego samego roku objął funkcję prezesa zarządu okręgowego PiS w Opolu.

## Życie prywatne
Żonaty z Anną Kozubek-Bortniczuk, z którą ma pięcioro dzieci – trzy córki i dwóch synów.